# Исмаилов, Рауф Абдулали оглы
Рауф Абдулали оглы Исмаилов (22 декабря 1939, Парпы, район Аштарак — 2 октября 2019, Баку) — азербайджанский политический и общественный деятель, профессор (1986), заслуженный деятель науки Азербайджана (1992), депутат Верховного Совета Азербайджанской Республики (1990—1995), независимый депутат, первый председатель Высшей аттестационной комиссии Азербайджанской Республики (1992).

## Биография
Рауф Исмаилов родился 22 декабря 1939 года в селе Парпы района Аштарак в Западной Армении. Он учился в средней школе в селе Азадкарагойунлу Тертерского района (Азербайджан). С 1958 по 1963 год обучался на факультете французского языка Азербайджанского педагогического института иностранных языков имени М. Ф. Ахундова. В 1968 году в Институте литературы и языкознания АН Азербайджанской ССР защитил кандидатскую диссертацию на тему «Пути развития азербайджанской сатирической поэзии». В 1982 году в Институте литературы имени Низами защитил докторскую диссертацию на тему «Азербайджано-французские литературные связи (в контексте исторического развития азербайджанской литературы)».

## Деятельность

### Трудовая деятельность
Профессор Рауф Исмаилов с 1975 по 2011 год был заведующим кафедрой «Иностранные языки» Азербайджанского технического университета. Он является автором произведений, опубликованных во Франции, России, Азербайджане и других странах. Его основные учебники, были изданы в Москве издательством «Высшая школа» и рекомендованы как учебные пособия для студентов высших технических учебных заведений бывшего СССР и стран СНГ. Под его научным руководством было выполнено до 10 кандидатских и докторских диссертаций. Он принимал участие в международных конференциях, проведенных в Страсбурге, Москве, Баку и других городах. Профессор Рауф Исмаилов был депутатом Верховного Совета Азербайджанской ССР XII созыва (1990—1995). 26 ноября 1991 года был включен в состав Национального совета Верховного Совета Азербайджанской Республики. В 1992 году стал первым председателем Высшей аттестационной комиссии независимой Азербайджанской Республики, а с 1992 по 1995 годы возглавлял постоянную комиссию Верховного Совета Азербайджанской Республики по вопросам науки, образования, религии и культуры. Он вместе с народным поэтом Сабиром Рустамханлы был отправлен в Турцию для изучения внедрения тестовой системы при поступлении в вузы.

## Книги
- Французский язык. — Москва, Высшая школа, 1986
- Автоматика и робототехника в машиностроении. — Москва, Высшая школа, 1988
- Автоматика и вычислительная техника. — Москва, Высшая школа, 1990
- Французский язык. — Москва, Высшая школа, 1998

## Смерть
Профессор Рауф Исмаилов скончался 2 октября 2019 года в городе Баку.